# 경주 불국사 다보탑
다보탑(多寶塔, 영어: Dabotap 또는 Dabo Pagoda)은 대한민국 경주 불국사에 있는 하대 신라 시기의 석조 다보탑이다. 국보 제20호이며, 불국사 대웅전 앞뜰에 석가탑과 상대하여 위치한다. 2008년 12월부터 1년간 원형 복원 작업을 거쳤었다.

## 개요
불국사는 통일신라 경덕왕 10년(751) 김대성의 발원에 의해 창건된 사찰로, 과거 · 현재 · 미래의 부처가 사는 정토(淨土), 즉 이상향을 구현하고자 했던 신라인들의 정신세계가 잘 드러나 있는 곳이다.『삼국유사』에는 김대성이 전생의 부모를 위해서 석굴암을, 현생의 부모를 위해서 불국사를 지었다고 전해진다. 그러나 그가 목숨을 다할 때까지 짓지 못하여 그 후 나라에서 완성하여 나라의 복을 비는 절로 삼게 되었다.
다보탑과 석가탑(경주 불국사 삼층석탑, 국보 제21호)은 대한민국의 가장 대표적인 석탑으로, 높이도 10.29m, 10.75m로 비슷하다. 절내의 대웅전과 자하문 사이의 뜰 동서쪽에 마주 보고 서 있는데, 동쪽탑이 다보탑이다. 다보탑은 특수형 탑을, 석가탑은 대한민국 일반형 석탑을 대표한다고 할 수 있다. 두 탑을 같은 위치에 세운 이유는 ‘과거의 부처’인 다보불(多寶佛)이 ‘현재의 부처’인 석가여래가 설법할 때 옆에서 옳다고 증명한다는 『법화경』의 내용을 눈으로 직접 볼 수 있게 탑으로 구현하고자 하기 위함이다. 
석가탑을 보면 2단의 기단(基壇)위에 세운 3층탑이라는 것을 쉽게 알 수 있지만, 다보탑은 그 층수를 헤아리기가 어렵다. 십(十)자 모양 평면의 기단에는 사방에 돌계단을 마련하고, 8각형의 탑신과 그 주위로는 네모난 난간을 돌렸다.
탑이 건립된 시기는 불국사가 창건된 통일신라 경덕왕 10년(751)으로 추측된다. 목조건축의 복잡한 구조를 참신한 발상을 통해 산만하지 않게 표현한 뛰어난 작품으로, 4각, 8각, 원을 한 탑에서 짜임새있게 구성한 점, 각 부분의 길이·너비·두께를 일정하게 통일시킨 점 등은 8세기 통일신라 미술의 정수를 보여주고 있다. 
안타깝게도 다보탑에는 일제에 나라를 빼앗겼던 설움이 고스란히 전해져 온다. 1925년경에 일본인들이 탑을 완전히 해체, 보수하였는데, 이에 관한 기록이 전혀 남아 있지 않다. 또한 탑 속에 두었을 사리와 사리장치, 그 밖의 유물들이 이 과정에서 모두 사라져버려 그 행방을 알 수 없게 되었다. 그리고 기단의 돌계단 위에 놓여있던 네 마리의 돌사자 가운데 3마리가 일제에 의해 약탈되어, 이를 되찾기 위한 노력이 오래전부터 있었으나 아직까지 그 행방을 알 수가 없고 현재 1마리의 돌사자가 남아있다.

## 명칭
다보탑이라는 명칭은 석가모니 부처가 설법한 진리를 다보 부처가 증명하였다고 한 《법화경》의 〈견보탑품〉내용에서 유래했다. 원래 이름은 “다보여래상주증명탑(多寶如來常主證明塔)”이다.

## 평가
한국의 어떤 다른 석탑과도 닮지 않은, 독특한 아름다움을 가진 석탑으로, 목조 건물의 복잡한 구조를 화강석을 이용해 아름답게 표현하였다. 또한 경쾌하면서도 장려하고 번잡한 듯하면서도 전체의 통일감이 잡혀 있으며, 돌을 자유자재로 다룬 기법은 놀랄 만한 것으로, 이러한 형식의 탑은 중국과 일본 등 다른 동아시아 문화권에서도 찾아보기 어렵다.

## 기타
- 1925년 일본인들이 탑을 해체·보수하는 과정에서 내부에 있던 사리와 사리장치 등의 유물 및 기단부의 네 마리 사자상 가운데 세 마리가 사라졌으며, 하나의 사자상은 현재 영국 런던의 대영박물관에 보관 중이라는 설도 있으며, 사실상 세 사자상은 행적을 알 수가 없다.
- 1966년 이후부터 발행된 대한민국의 10원 동전의 앞면에 다보탑 문양이 새겨져 있다.
- 2008년 12월, 2층 사각난간과 팔각난간, 상륜부의 수리가 이루어지고 나머지 부분은 해체하지 않고 오염물 제거와 강화처리가 이뤄진다.[2]
- 2016년 9월 경주에 발생한 규모 5.8지진으로 동쪽 난간석 일부가 떨어졌다. 경주시는 문화재청 기술지원으로 이르면 오는 3월부터 '다보탑 지진피해 보수공사'를 할 예정이라고 말했으며, 여진에 따른 추가 피해를 막기 위해 검은색 고무 패드와 고정 벨트로 난간석을 묶어두었다.[3]

## 갤러리

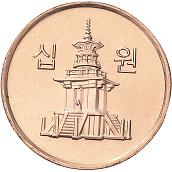
2006년부터 발행된 현행 10원 동전에 그려진 경주 불국사 다보탑
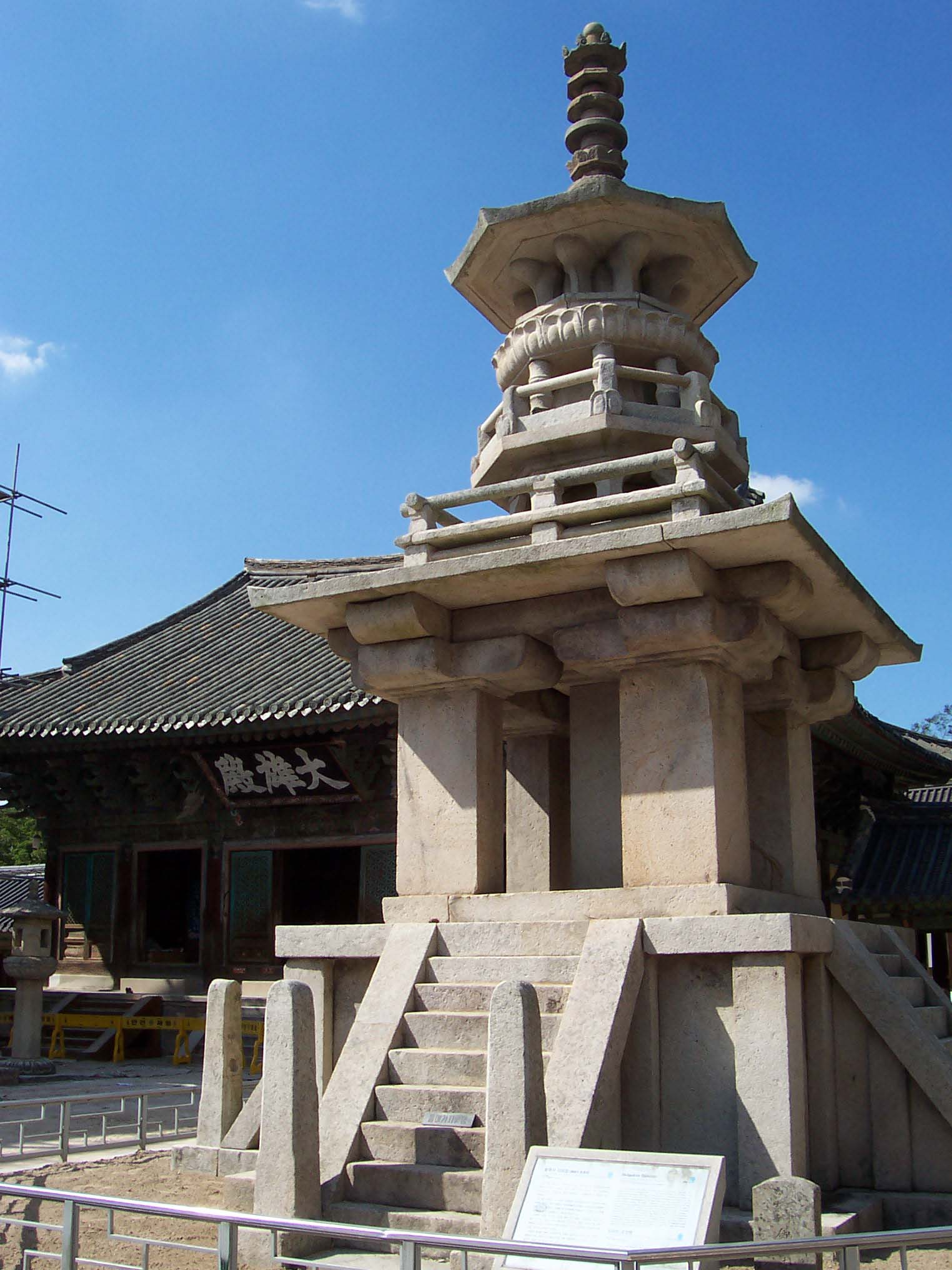
경주 불국사 다보탑
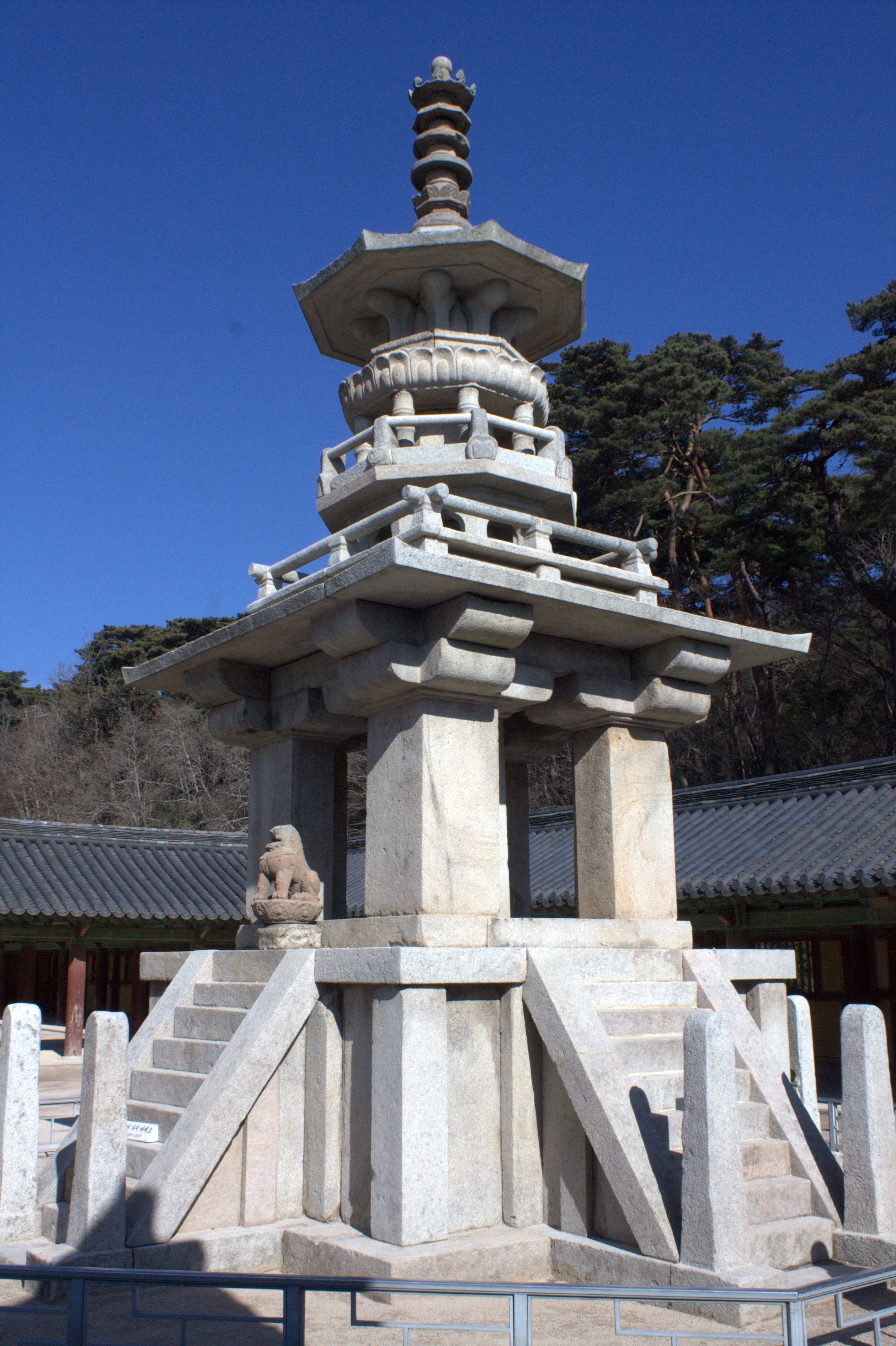
경주 불국사 다보탑
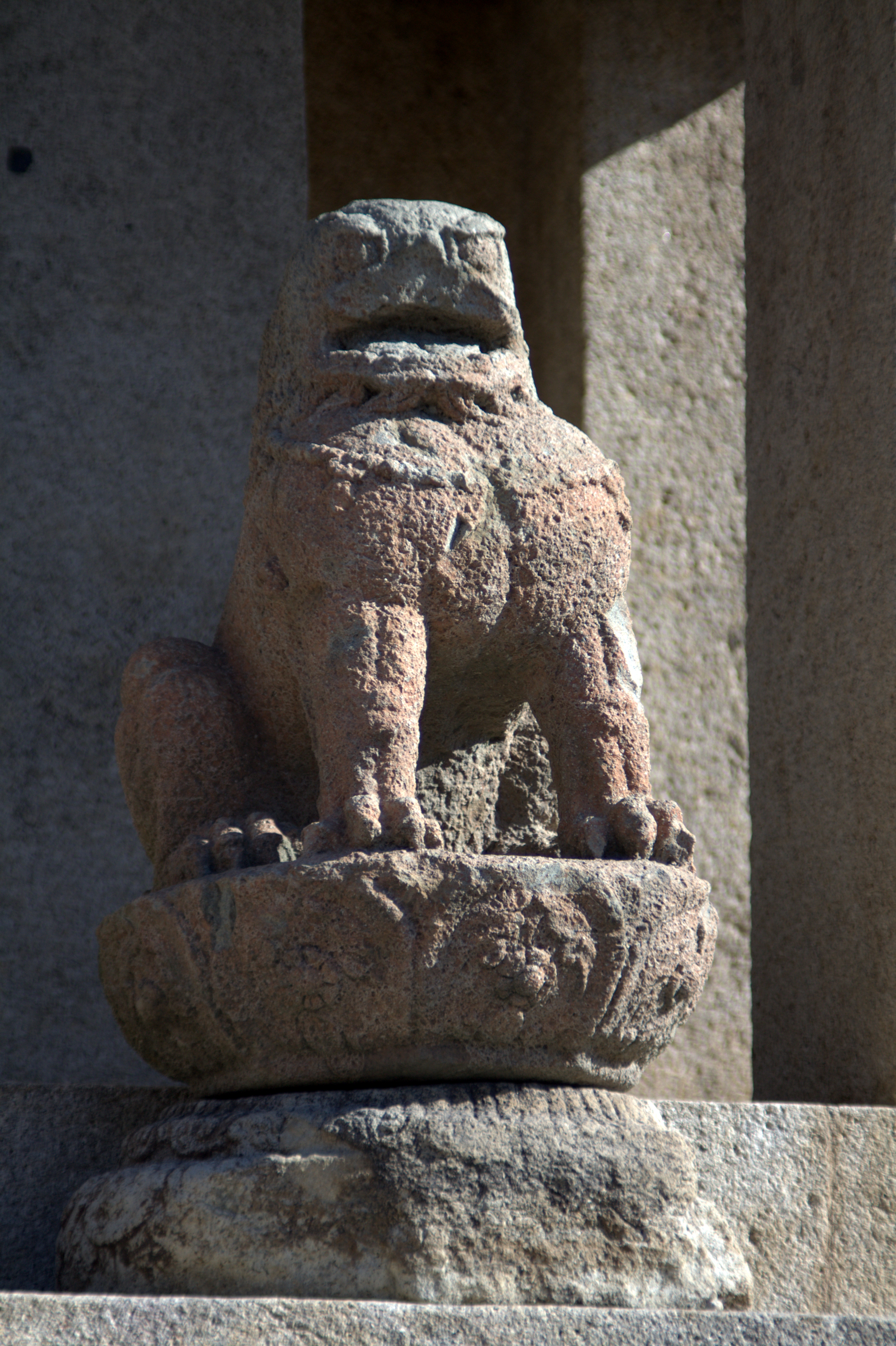
경주 불국사 다보탑의 돌사자상
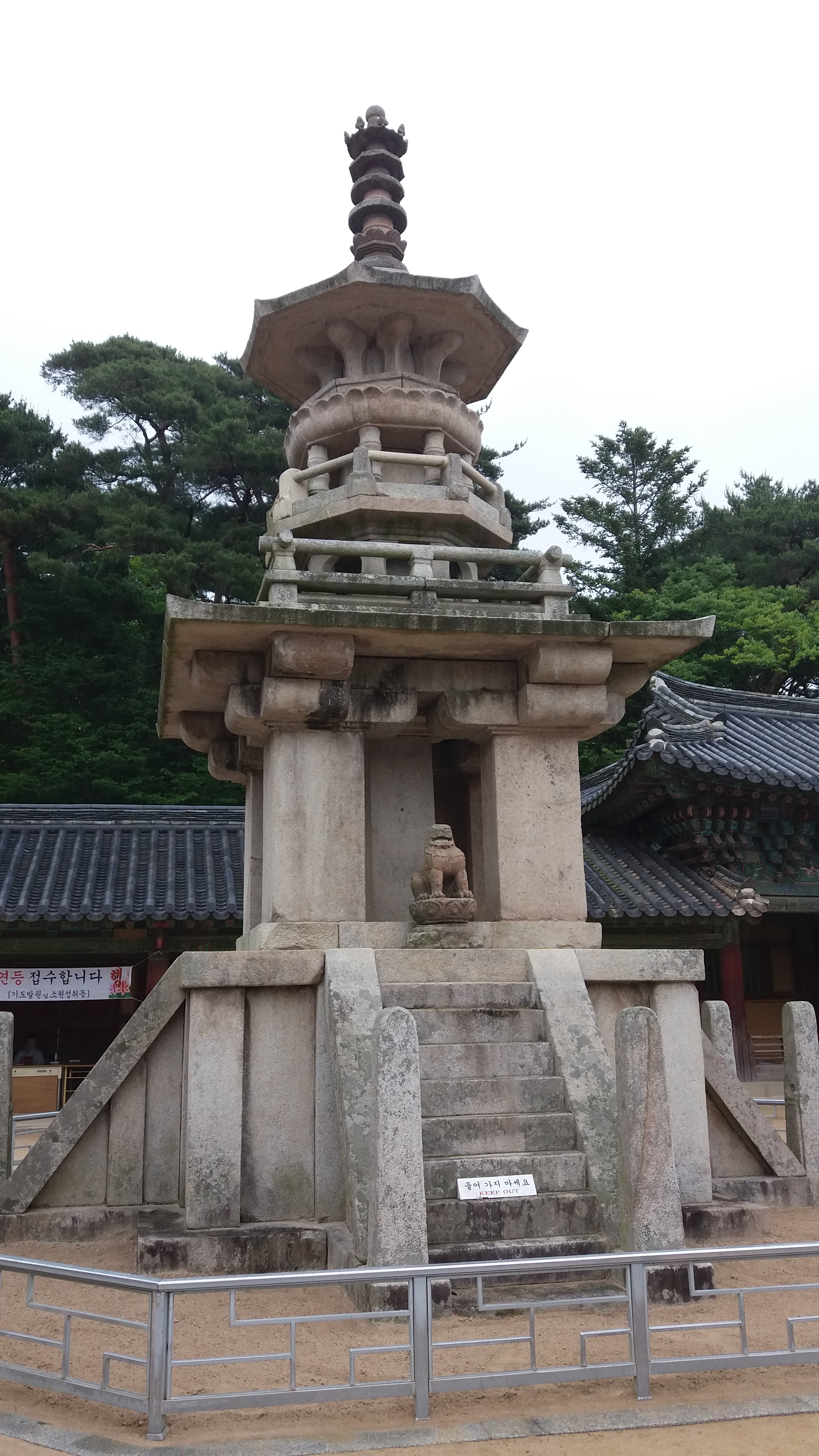
경주 불국사 다보탑